# Bulgurluk, İmranlı
Bulgurluk là một xã thuộc huyện İmranlı, tỉnh Sivas, Thổ Nhĩ Kỳ. Dân số thời điểm năm 2011 là 21 người.